# Journal of Molecular Biology
Journal of Molecular Biology è una rivista accademica edita da Elsevier che si occupa di biologia molecolare. 
Nella propria home page riporta un impact factor pari a 4.333.